# Yugoslavia en los Juegos Olímpicos de México 1968
Yugoslavia estuvo representada en los Juegos Olímpicos de México 1968 por un total de 69 deportistas que compitieron en 11 deportes.  
El portador de la bandera en la ceremonia de apertura fue el luchador Branislav Simić.

## Medallistas
El equipo olímpico yugoslavo obtuvo las siguientes medallas:
| Nombre          | Deporte            | Competición         |
| --------------- | ------------------ | ------------------- |
| Oro             |                    |                     |
| Miroslav Cerar  | Gimnasia artística | Caballo con arcos M |
| Đurđica Bjedov  | Natación           | 100 m braza F       |
| Equipo          | Waterpolo          | Torneo M            |
| Plata           |                    |                     |
| Equipo          | Baloncesto         | Torneo M            |
| Stevan Horvat   | Lucha grecorromana | 70 kg M             |
| Đurđica Bjedov  | Natación           | 100 m braza F       |
| Bronce          |                    |                     |
| Zvonimir Vujin  | Boxeo              | Ligero (60 kg) M    |
| Branislav Simić | Lucha grecorromana | 87 kg M             |